# Liste de jeux SNK (2001)
Ne doit pas être confondu avec Liste de jeux SNK.
Cet article répertorie la liste de jeux SNK (2001).

## Liste des jeux
- ADK Tamashii
- Art of Fighting Anthology
- Athena: Full Throttle
- Doki Doki Majo Shinpan!
- Fatal Fury Battle Archives Vol. 1
- Fatal Fury Battle Archives Vol. 2
- Fatal Fury: City of the Wolves
- Kimi no Yusha
- The King of Fighters 2002
- The King of Fighters 2003
- The King of Fighters XI
- The King of Fighters XII
- The King of Fighters XIII
- The King of Fighters XIV
- The King of Fighters XV
- King of Fighters Collection: Orochi Saga
- The King of Fighters: Maximum Impact
- KOF: Maximum Impact 2
- KOF: Maximum Impact Regulation "A"
- The King of Fighters Neowave
- NeoGeo Battle Coliseum
- Neo Geo Online Collection
- Metal Slug 4
- Metal Slug 5
- Metal Slug 6
- Metal Slug 7
- Metal Slug Advance
- Metal Slug Anthology
- Rage of the Dragons
- Samurai Shodown V
- Samurai Shodown V Special
- Samurai Shodown VI
- Samurai Shodown: Sen
- Samurai Shodown
- Samurai Shodown Anthology
- SNK Arcade Classics Vol. 1
- SNK Heroines: Tag Team Frenzy
- SNK vs. Capcom: SVC Chaos
- SNK vs. Capcom Card Fighters DS